# خواجه کندی
خواجه کندی، روستایی از توابع بخش گل‌تپه شهرستان کبودرآهنگ در استان همدان ایران است.

## جمعیت
این روستا در دهستان علی‌صدر قرار دارد و براساس سرشماری مرکز آمار ایران در سال ۱۳۹۵، جمعیت آن ۲۲۳ نفر (۷۸ خانوار) بوده‌است.

## مردم
طبق سرشماری مرکز آمار ایران در سال ۱۳۹۵ جمعیت این روستا ۲۲۳ نفر بوده‌است.
زبان مردم این روستا ترکی آذربایجانی است.
در این روستا یک فضای بازی برای کودکان ایجاد شده‌است.

## شغل‌ها
بیشتر مردم این روستا به کار کشاورزی و دامداری مشغول هستند.